# Lou Kaplan Trophy
Il Lou Kaplan Trophy è stato un trofeo annuale assegnato al miglior rookie al termine della stagione regolare della World Hockey Association. Il trofeo fu chiamato in onore di Lou Kaplan, fondatore della franchigia dei Minnesota Fighting Saints.

## Vincitori
| Stagione | Giocatore      | Squadra         |
| -------- | -------------- | --------------- |
| 1972-73  | Terry Caffery  | NE Whalers      |
| 1973-74  | Mark Howe      | Houston Aeros   |
| 1974-75  | Anders Hedberg | Winnipeg Jets   |
| 1975-76  | Mark Napier    | Toronto Toros   |
| 1976-77  | George Lyle    | NE Whalers      |
| 1977-78  | Kent Nilsson   | Winnipeg Jets   |
| 1978-79  | Wayne Gretzky  | Edmonton Oilers |